# 阿爾塔瓦茲德一世
阿爾塔瓦茲德一世（Արտավազդ Ա，羅馬化：Artavasdes I）是亞美尼亞王國國王，阿爾塔克夏一世之子，屬於阿爾塔克夏王朝。前160年至前115年在位。
阿爾塔瓦茲德在父親去世後繼位。他的統治時期不詳，除了曾在前120年左右與安息帝國的米特里達梯二世爆發一場戰爭，亞美尼亞軍被安息帝國擊敗。他的弟弟提格蘭一世在他死後繼位。